# Dubarewo
Dubarewo (biał. Даўбарова, ros. Довборово) – osiedle na Białorusi, w obwodzie mińskim, w rejonie mińskim, w sielsowiecie Szerszuny.
Dawniej dwór. W pobliżu istnieje wieś tej samej nazwy.